# Saint-André-et-Appelles
Saint-André-et-Appelles é uma comuna francesa na região administrativa da Nova Aquitânia, no departamento da Gironda. Estende-se por uma área de 10,26 km². Em 2010 a comuna tinha 694 habitantes (densidade: 67,6 hab./km²).